# Нічний політ
Нічний політ — роман французького письменника  Антуана де Сент-Екзюпері, написаний у 1930 році у Буенос-Айресі, в Аргентині. Виданий в Парижі у жовтні 1931 року видавництвом Editions Gallimard.

## Історія створення
Роман написаний автором, спираючись на власний досвід роботи технічним директором південноамериканської філії «Aéropostale», яку Екзюпері очолював з 1929 по 1931 роки.
Прототипом головного героя книги, Рив'єра, вважається Дід'є Дора — французький авіатор, у 20-ті роки ХХ сторіччя, директор експлуатації в авіакомпаніях «Латекоер» та «Аеропошталь»; у 1928 році ввів нічні польоти на поштових авіалініях.  

## Сюжет
Дія роману відбувається у Аргентині наприкінці 20-х — початку 30-х років ХХ сторіччя. Рив'єр, директор мережі повітряних сполучень, твердо керує ним же налагодженим процесом доставки пошти.
За його ідеєю, задля отримання переваги у часі, запроваджуються небезпечні нічні польоти поштових літаків. Встановлюється графік польотів та жорстки правила щодо його виконання. На думку Рив'єра, правила повинні бути виконані за будь яких обставин, а їх суворість лише допомагає людям перевершити себе. Він  вважає, що життя, «яке приносить … і страждання і радощі, це і є справжнє життя».
Завдяки цьому на всій лінії, що простяглася на п'ятнадцять тисяч кілометрів, панує культ своєчасної доставки пошти.
На аеродромі Буенос-Айреса повинні зустрітися поштові літаки з Патагонії, Парагваю та Чилі. Вони мають доставити пошту, яку передадуть на європейський поштовий. Та якщо літак з Чилі приходить вчасно, патагонський, під  керівництвом пілота Фаб'єна, потрапляє у грозовий фронт. Фаб'єн починає боротьбу зі стихією.
Рив'єр намагається допомогти, надсилаючи телеграми вздовж маршруту і уточнюючи погоду, але грозовий фронт оточує літак Фаб'єна, зв'язок не стійкий і поблизу немає жодного аеродрому, куди можна посадити літак.
Схвильована затримкою чоловіка, його дружина, Симона Фаб'єн, телефонує на аеродром, але ані секретар, ані Рив'єр, не можуть нічого їй сказати. Запитання дружини Фаб'єна, її право на кохання, вступає у протиріччя із суворими вимогами Рив'єра.
Тим часом у літака Фаб'єна закінчується пальне. Рив'єр розуміє, що екіпаж загине.
Через це він також розуміє, що для деяких команд чергування на аеродромі вже безцільне. Але, якщо він поверне їм ціль, це буде його боротьбою зі смертю.
Невдовзі прибуває літак із Парагваю. Для Рив'єра це ніби реванш та доказ його правоти щодо нічних польотів.
Пошта з прибулих літаків передана на європейський поштовий і Рив'єр чує, як у нічне небо злітає ще один літак…

## Критика
За словами Марселя Міжо, біографа Екзюпері, «Його книги відновлюють зруйновану віру людини в моральні й благородні цілі. Зоряна дорога людей і людства — то дорога віри й надії, дорога шляхетних поривань і душевної краси. Безкінечність цього шляху відстоюється в «Нічному польоті».

## Відзнаки
У грудні 1931 року книга була відзначена французькою літературною премією «Феміна».

## Екранізації
У 1933 році американською кінокомпанією Metro Goldwyn Mayer за мотивами роману був знятий однойменний фільм.
У 1979 році англійський режисер Десмонд Девіс зняв короткометражний фільм «Дух пригоди: Нічний політ».

## Цікаві факти
У 1940 році вперше була представлена опера «Нічний політ» італійського композитора Луїджи Даллапікколи.